# Colby Simmons
Colby Simmons (* 16. Oktober 2003 in Durango) ist ein US-amerikanischer Radrennfahrer, der im Straßenradsport aktiv ist.

## Sportlicher Werdegang
Zum Radsport kam Colby Simmons durch seinen Bruder Sean. Bereits als Junior machte er auf sich aufmerksam, unter anderem als Zweiter des Juinioren-Rennes der Flandern-Rundfahrt und als Gesamtdritter des Grand Prix Rüebliland 2021. Daraufhin wurde er 2022 Mitglied im Jumbo-Visma Development Team, bei dem er drei Jahre blieb. Als sprintstarkem Fahrer gelangen ihm in dieser Zeit zahlreiche Top-10-Platzierungen, ein Sieg blieb ihm jedoch verwehrt. Wertvollstes Ergebnis war der zweite Gesamtrang bei der Tour Alsace 2024. 
Nachdem er vom Team Visma-Lease a Bike keinen Vertrag erhielt, verließ Simmons zur Saison 2025 das Team und wurde zunächst Mitglied bei EF Education-Aevolo, dem neu gegründeten Development Team von EF Education-EasyPost. Im März fuhr er als Gesamtdritter der Rhodos-Rundfahrt und Gesamtsiebter der South Aegean Tour zwei Spitzenplatzierungen ein. Noch im selben Monat wurde er in das UCI WorldTeam übernommen.

## Familie
Colby Simmons ist der jüngere Bruder des Radrennfahrers Quinn Simmons.

## Erfolge
2021
- US-Meister (Junioren) – Straßenrennen
- eine Etappe Grand Prix Rüebliland

2023
- Nachwuchswertung Slowakei-Rundfahrt
- Punktewertung Tour Alsace

2024
- Nachwuchswertung Tour Alsace